# Метрострой (Кировская область)
Метростро́й — посёлок в Омутнинском районе Кировской области. Входит в состав  Белореченского сельского поселения.

## География
Посёлок находится у железнодорожной линии Яр — Верхнекамская, на расстоянии примерно 19 км к северу от города Омутнинск, административного центра района.

### Часовой пояс
Посёлок Метрострой, как и вся Кировская область, находится в часовой зоне МСК (московское время). Смещение применяемого времени относительно UTC составляет +3:00.

## История
Посёлок основан в 1941 году на месте разъезда № 6 железной дороги Яр — Фосфоритная. Во время Великой Отечественной войны работал Лестрансхоз (лесное хозяйство, принадлежащее строящемуся московскому метрополитену). В 1950 году учтено было 34 двора и 119 жителей. В дальнейшем посёлок стал частью Белореченского леспромхоза, войдя в 1973 году в «Залазнинсклес». Существует малый бизнес по лесозаготовке.

## Население
| 2010 |
| ---- |
| 151  |

### Национальный состав
Согласно результатам переписи 2002 года, в национальной структуре населения русские составляли 91 % из 197 чел.